# Michael Guttman
Pour les articles homonymes, voir Guttman.
Michael Guttman, né le 20 décembre 1957 à Bruxelles (Belgique), est un violoniste, chambriste et chef d'orchestre belge, aussi directeur de festival.
Il est le frère de l'acteur Ronald Guttman. Il joue un violon Guarneri de 1735.

## Biographie
Michael Guttman naît en 1957 à Bruxelles, en Belgique. Sa mère, Simone Guttman, pianiste, l'encourage à entreprendre très tôt des études de violon. Il est admis au Conservatoire royal de Bruxelles, avant d'être admis à la Juilliard School à 17 ans où il étudie avec Dorothy DeLay, Felix Galimir et le Quatuor Juilliard.
En 1988, Michael Guttman fait ses débuts en récital à New York. Il travaille avec des compositeurs israéliens, dont Noam Sheriff, sur un album avec le London Philharmonic. Plus tard, il se produit comme soliste et récitaliste au Barbican Centre de Londres, au Avery Fisher Hall de New York, au Concertgebouw d'Amsterdam et au Tokyo Bunka Kaikan au Japon, entre autres. Il enregistre des concertos pour violon du XXe siècle avec le Royal Philharmonic et le London Philharmonic qui ont été diffusés par la BBC.
Michael Guttman se produit dans divers festivals de musique classique, dont le Festival de Gstaad et à Ferrara Musica de Claudio Abbado, ainsi qu'à La Fenice à Venise et à la Salle Pleyel à Paris. En 2009, il joue un solo au Cross Currents Chamber Music Arts Festival en Caroline du Nord.
En 2006, Michael Guttman fonde Pietrasanta in Concerto, un festival de musique de chambre à Pietrasanta, en Italie,. Il est le directeur musical du festival. En 2014, la ville de Pietrasanta accorde la citoyenneté honoraire à Guttman.
Il est directeur musical et chef d'orchestre de l'Atlantic Chamber Orchestra, l'orchestre résident du Music Festival of the Hamptons.
Guttman commence à diriger en plus de ses apparitions en tant que violoniste, avec l'orchestre du Festival d'Elbe. Il était un chef d'orchestre invité fréquent de l'Orchestre de chambre de Bruxelles, le chef du Quatuor à cordes Arriaga et du Michael Guttman Tango Quartet.
En 2014, il est nommé directeur du Symphony Napa Valley.

## Discographie partielle
- Keyboard concertos in D minor and F minor, Partita No 1 & jazz arrangements.
- Summer: A Collection of Seasonal Classics
- Capriccio Hassidico